# 競争優位
競争優位 (きょうそうゆうい、英: competitive advantage)は、事業において、組織が競合他社をしのぐことを可能にする属性である。
競争優位には、高品位の鉱石や低コストの電源などの天然資源の入手、高度な技能を備えた労働力、地理的な場所、高い参入障壁、新しいテクノロジーへのアクセスなどが挙げられる。

## 概要
競争優位という用語は、属性とリソースを通じて得られる、同じ業界または市場の他の企業よりも高いレベルで実行できる能力を指す（Christensen and Fahey 1984、Kay 1994、Porter 1980、Chacarbaghi and Lynch 1999、p.45）。 この利点の研究は、今日の競争の激しい市場における企業の優れた業績レベルに関する現代の問題のために、深い研究関心を集めている。 「企業は、現在または将来のプレーヤーによって同時に実施されていない価値創造戦略を実施している場合、競争優位があると言われている」（Clulow et al.2003、p.221）。 
競争優位は、企業が競合他社に対して持つレバレッジである。これは、クライアントにより良い価値を提供することで得られる。低価格または高品質の広告製品またはサービスは、消費者の興味をそそる。ターゲット市場は、これらのユニークな製品またはサービスを認識している。これがブランドロイヤルティの背後にある理由、または顧客が特定の製品やサービスを別の製品やサービスよりも好む理由である。
競争優位を理解する際には、価値提案が重要である。バリュープロポジションが効果的である場合、つまり、バリュープロポジションがクライアントにより良い価値を提供する場合、製品またはサービスのいずれかで競争優位を生み出すことができる。バリュープロポジションは、顧客の期待と選択肢を増やすことができる。
マイケル・ポーターは、組織がライバルに対して競争優位を達成できる2つの方法、つまりコスト優位性と差別化優位性を定義した。コスト面での利点は、企業が競合他社と同じ製品やサービスを提供する場合であるが、コストは低くなる。差別化の利点は、企業が競合他社としてより優れた製品とサービスを提供する場合である。ポーターの見解では、戦略的経営は競争優位の構築と維持に関係している必要がある。 
競争優位は、比較優位性に対する批判のいくつかに対処しようとしている。競争優位は、安価な労働力が遍在し、良好な経済のために天然資源は必要ないという考えに基づいている。もう1つの理論である比較優位は、交易条件のために低賃金経済国を罠にかける一次産品と原材料の輸出に特化するように各国を導く可能性がある。競争優位は、プレミアム価格を獲得する商品とサービスの規模の経済を最大化することを強調することによって、この問題を修正しようとする（Stutz and Warf 2009）。 
成功裏に実施された戦略は、現在または潜在的なプレーヤーをしのぐ競争上の優位性を企業に促進することにより、企業を優れた業績に引き上げる（Passemard and Calantone 2000、p.18）。 競争優位を獲得するために、企業のビジネス戦略は、直接管理するさまざまなリソースを操作し、これらのリソースには競争優位を生み出す能力がある（Reed and Fillippi 1990、Rijamampianina 2003、p.362）。 優れたパフォーマンス結果と生産リソースの優位性は、競争優位を反映している（Day and Wesley 1988、Lau 2002、p.125）。 
上記の引用は、現在または潜在的な競争に先んじる能力としての競争優位を示している。また、企業が保有するリソースとビジネス戦略が競争優位の創出に大きな影響を与えるという理解を提供する。パウエル（2001、p.132） は、ビジネス戦略を、リソースを操作し、競争優位を生み出すツールと見なしている。したがって、実行可能なビジネス戦略は、そのような比較的ユニークな利点を生み出す能力を持つユニークなリソースを制御できない限り、適切ではない可能性がある。

## 一般的な競争戦略の3つの形式
ハーバード大学の卒業生であるマイケル・ポーターは、1985年に、企業が競争に取り組むために使用できる3つの戦略を特定した本を書いた。この本は、20世紀で9番目に影響力のある管理本に選ばれた。これらのアプローチは、製品ベースであろうとサービスベースであろうと、すべてのビジネスに適用できる。彼はこれらのアプローチを一般的な戦略と呼んだ。それらには、コストリーダーシップ、差別化、および焦点が含まれる。これらの戦略は、競合他社に対する競争優位を向上させ、獲得するために作成された。これらの戦略は、比較優位および差異優位としても認識できる。

### コストリーダーシップ戦略
コストリーダーシップとは、他の競合他社よりも低コストの製品またはサービスを生産する企業の能力である。ビジネスが同じ品質の製品を生産できても、それをより安く販売できる場合、これは他のビジネスよりも競争優位をもたらす。したがって、これは顧客に価格価値を提供する。企業は販売された商品やサービスごとに妥当な利益を上げているため、コストが低くなると利益も高くなる。企業が十分な利益を上げていない場合、ポーターは、労働力、資材、設備などの低コストの基盤を見つけることをお勧めする。これにより、企業は他の競合他社よりも製造コストを低く抑えることができる。 会社は、費用便益を顧客に移転することにより、顧客に付加価値を与えることができる。

### 差別化戦略
企業の製品またはサービスが競合他社と異なる場合、差別化された利点が得られる。彼の本の中で、マイケル・ポーターは、それらの商品やサービスを競合他社から際立たせるために魅力的なものにすることを推奨した。ビジネスは革新的なアイデアを生み出すために強力な研究、開発、デザイン思考を必要とする。商品やサービスに対するこれらの改善には、顧客に高品質を提供することが含まれる可能性がある。顧客が製品またはサービスを他の製品とは異なるものと見なす場合、消費者はこれらの利益を受け取るためにより多くのお金を払っても構わないと思っている。 

### フォーカス戦略
フォーカス戦略は、理想的には、すべての人をターゲットにするのではなく、企業がいくつかのターゲット市場を目指すようにすることを目的としている。この戦略は、すべての人をターゲットにする適切なリソースや能力がない可能性があるため、中小企業によく使用される。この方法を使用する企業は通常、顧客のニーズと、製品またはサービスが日常生活をどのように改善できるかに焦点を合わせている。この方法では、一部の企業は、消費者に製品やサービスへのインプットを提供させることさえある。 
この戦略は、地理的、人口統計学的、行動的、および物理的なセグメンテーションを含むセグメンテーション戦略とも呼ばれる。市場をより小さなセグメントに絞り込むことにより、企業は消費者のニーズを満たすことができる。ポーターは、企業がターゲットとするグループを決定したら、コストリーダーシップアプローチと差別化アプローチのどちらを採用するかを決定することが不可欠であると考えている。フォーカス戦略はビジネスを成功させることはない。ポーターは、企業が成功する代わりに戦略を達成しない可能性が高いため、3つの一般的な戦略すべてを使用しないことが重要であると述べている。これは「途中で立ち往生」と呼ぶことができ、ビジネスは競争上の優位性を持つことができなくなる。 
企業が価格と品質の完璧なバランスを見つけることができれば、それは通常、成功する製品またはサービスにつながる。製品またはサービスは、ビジネスが市場で成功することを保証するために、価格または品質を通じて価値を提供する必要がある。成功するには、他のビジネスと「同じくらい良い」だけでは十分ではない。成功は、顧客のニーズや要望に基づいて、異なる意味のある方法で製品やサービスを提供できる企業にもたらされる。適切な価格と品質の決定は、企業のブランドイメージと、競合他社との関係で何を達成したいかによって異なる。 

## 内部要因
ポジショニングは重要なマーケティングコンセプトである。ポジショニングの主な目的は、多くの場合、競合他社と比較して正しい認識を生み出すことである。したがって、それは競争優位を生み出す。このポジショニング、または競争優位は、ターゲットグループの心の中で正しい「イメージ」または「アイデンティティ」を作成することに基づいている 。このポジショニングの決定は、構築して強調する適切なコアコンピテンシーを選択するというものである。 
したがって、コーポレートアイデンティティとコアコンピテンシーの両方が競争上の優位性の根底にある内部要因である。

### コーポレートアイデンティティ
グレイとバルマー（1998）の企業の評判とイメージを管理するための運用モデルは、コーポレートアイデンティティ、コーポレートコミュニケーション、イメージ、および評判が競争上の優位性を生み出すプロセスの基本的な要素であることを提案している。コーポレートコミュニケーションを通じたコーポレートアイデンティティは、企業のイメージと評判を生み出し、競争上の優位性をもたらす。 
コーポレートアイデンティティは組織の現実である。これは、組織の明確な特性またはコアコンピテンシーを指す。観客が抱く会社のイメージである。コーポレートコミュニケーションとは、さまざまなメディアを通じたすべての公式および非公式のコミュニケーションソースを指し、それによって企業はそのアイデンティティをオーディエンスまたは利害関係者にアウトソーシングする。コーポレートコミュニケーションは、コーポレートアイデンティティと企業イメージまたは評判の間の架け橋である。 
上記のプロセスには、会社の主要な構成員の心の中で意図されたイメージを作成することと、重要な利害関係者の心の中で好ましい評判を作成するためのプロセスを管理することの2つの主な目的がある。 グレイとバルマー（1998）は、協調的なイメージ構築キャンペーンと評判を通じて強力なイメージを構築できると述べているが、一方で、一貫したパフォーマンスによってのみ形成できる称賛に値するアイデンティティが必要である。

### コアコンピタンス
コアコンピテンシーは、Prahalad and Hamel（1990）によって導入された概念である。コアコンピテンシーはコーポレートアイデンティティの一部である。それらは企業の競争力の基盤を形成する。コアコンピテンシーは「企業のリソースベースドビュー」に適合する 。リソースは有形または無形の場合がある。
企業の知識資産は、競争優位の重要な無形の源である。確固たる知識が競争優位を提供するためには、それを生成し、体系化し、組織内の他の人々に広める必要がある。製造プロセス、テクノロジー、または顧客の知識や新製品開発のプロセスなどの市場ベースの資産など、さまざまな種類の知識がリソースベースの利点として役立つ。 知識ベースのコアコンピテンシーを持つ企業は、技術専門家、コンサルタント、臨時従業員などの「派遣労働者」から学ぶことで、その優位性を高めることができる。これらの部外者は、企業内に知識をもたらす。たとえば、競合するテクノロジーの理解などである。さらに、派遣労働者との交流は、派遣労働者とコミュニケーションをとるために暗黙知であった知識を成文化するように会社を刺激する可能性がある。 部外者とのこれらの相互作用の利点は、会社の「吸収能力」とともに増加する。 ただし、これらの相互作用により、後で同じ臨時従業員を雇用する他の人に知識資産が漏洩または希薄化するリスクがある。 
企業の競争力は、コアコンピテンシーを開発する能力に基づいている。 コアコンピテンシーは、たとえば、専門的な知識、技術、またはスキルである。 ヤン（2015）は、長期開発モデルの検討により、コアコンピテンシーの開発とコア機能の効果的な実装は、高い長期利益を追求するための企業にとって重要な戦略的行動であると結論付けた。結局、真の利点は、企業全体のテクノロジーと生産スキルを、個々の企業が変化する機会に迅速に適応できるようにする能力に統合する経営陣の能力によって生み出される可能性がある。 
選択したコアコンピテンシー分野でリーダーシップを維持するために、企業は、その価値の位置付け、独自性（差別化）、優れた、伝達可能（可視性）、独自性、手頃な価格、収益性など、コア製品のコンピテンシー要素を最大化するよう努める必要がある。企業がこの目標を達成すると、エンドマーケットの進化を形作ることができる。 